# La Maison de rendez-vous
La Maison de rendez-vous est un roman d'Alain Robbe-Grillet publié en 1965.

## Résumé
Le 18 août 1922, Édouard Manneret meurt à Hong Kong dans des circonstances énigmatiques. Le fait qu'il ait été assassiné ne laisse pratiquement de doute à personne. Mais quels sont les mobiles du crime ? Selon quel scénario s'est-il accompli ? Quelle est l'identité réelle du meurtrier ? Un narrateur obstiné essaie de reconstituer ce qui s'est passé ce soir-là à la Villa Blue, maison de jeu, de spectacle et de prostitution. La personnalité de ce narrateur, malheureusement, semble poser aussi quelques problèmes…

## Éditions
- La Maison de rendez-vous, éditions de Minuit, 1965   (ISBN 2-7073-0103-5)